# 别册少年Magazine
《別冊少年Magazine》（日语：別冊少年マガジン）是日本講談社出版的少年漫畫雜誌，每月9日發售，定價500日圓，於2009年9月9日創刊（2009年10月號）。創刊時的理念是要收錄奇幻系的作品為主。

## 連載中作品
- 更新至2024年11月（2024年11月號），部分中文名稱為暫譯。

| 作品名稱（中文）                | 作品名稱（日文） | 作者                              | 起載號      | 備註     |
| ------------------------------- | ---------------- | --------------------------------- | ----------- | -------- |
| 飛翔的魔女                      |                  | 石塚千尋                          | 2012年9月號 | 隔月連載 |
| 将棋的渡邊君                    |                  | 伊奈惠                            | 2013年6月號 |          |
| 亞爾斯蘭戰記                    |                  | 荒川弘（作畫） 田中芳樹（原作）   | 2013年8月號 |          |
| 29歳独身中堅冒險者的日常        |                  | 奈良一平                          | 2016年2月號 |          |
| 我立於百萬生命之上              |                  | 奈央晃德（作畫） 山川直輝（原作） | 2016年7月號 |          |
| Fate/Grand Order -turas réalta- |                  | 川口武（作畫） TYPE-MOON（原作）  | 2017年9月號 |          |

## 過去連載作品
- ポチ（亜桜まる）創刊號～2010年4月號
- 天使のトビト（記伊孝）創刊號～2010年5月號
- 蓬莱ガールズ（山田瑯）創刊號～2010年7月號
- バニラスパイダー（阿部洋一）創刊號～2010年12月號
- 恋忍（高本ヨネコ）創刊號～2011年4月號
- Wizardry ZEO（福原蓮士）創刊號～2011年4月號
- 空が分裂する（詩：最果タヒ）創刊號～2011年6月號
- 嵐の伝説（佐藤将）創刊號～2011年10月號
- 浪漫三重奏（あわ箱）創刊號～2012年7月號
- 超完美貧民（コンノトヒロ）創刊號～2012年12月號
- 超人学園（石沢庸介）創刊號～2013年1月號
- 女子落（原作：久米田康治、漫畫：泰）創刊號～2013年10月號
- 奇想之國（雷句誠）創刊號～2014年3月號
- 惡之華（押見修造）創刊號～2014年5月號
- 我的未來不是真（日语：そんな未来はウソである）（櫻場小春）創刊號～2016年8月號
- グリゴリ（春馬良）2009年11月號～2010年8月號
- スズナリ〜あやなし甚吉奇聞録〜（大峰ショウコ）2009年11月號～2010年3月號
- ×××HOLiC·笼 增刊6號～2011年3月號 ※从 週刊Young Magazine移籍
- 殼中少女（原作：冲方丁、漫画：大今良時）2009年11月號～2012年6月號
- 小魔女計時器（奈央晃德）2009年12月號～2012年12月號
- 殭屍哪有那麼萌？（服部充）2010年1月號～2014年10月號
- 壬生義士傳（原作：淺田次郎、漫畫：永安巧）2010年2月號～2012年3月號 ※從 Comic CHARGE（日语：コミックチャージ）移籍
- LOVEPLUS Rinko Days（原作：科樂美數位娛樂、漫画：瀨尾公治）2010年5月號～2012年1月號
- 魔法老師幼幼班（原作：赤松健、漫画：YUI）2010年10月號～2011年11月號
- 一路平安！（小林尽）2011年6月號～2012年6月號
- 進擊！巨人中學校（原作：諫山創、漫畫：中川沙樹）2012年5月號～2016年8月號
- 來自新世界（原作：貴志祐介、漫画：及川徹）2012年6月號～2014年7月號
- Real Account（原作：億章、漫畫：渡邊靜）2014年2月號～2014年10月號 ※移籍至 週刊少年Magazine
- 即使如此我還是喜歡妳（原作：徐譽庭、漫畫：繪本奈央）2014年8月號～2016年4月號 ※從 週刊少年Magazine移籍
- 徒然喜歡你（若林稔弥）2014年9月號～2015年4月號 ※移籍至 週刊少年Magazine
- 學戰都市Asterisk（原作：三屋咲悠、人物設定：okiura、漫畫：茜錆）2014年9月號～2016年10月號
- 迷え！七つの大罪学園！（原作：鈴木央、漫畫：球木拾壹）2014年9月號～2016年11月號
- 單蠢女孩（ヒロユキ）2015年7月號～2018年1月號 ※從 週刊少年Magazine移籍
- 寄宿學校的茱麗葉 2015年8月號～2017年7月號 ※移籍至 週刊少年Magazine
- 進擊的巨人（漫畫：諫山創）創刊號～2021年5月號
- 4個人各自有着自己的秘密（橿原まどか）2020年5月號～2023年4月號
- 歸來的愛麗絲（漫畫：押見修造）2020年5月號～2023年9月號

## 外部連結
- 《別冊少年Magazine》官方網站（日語）
- 《別冊少年Magazine》官方部落格（日語）